# Korpikån
Korpikån är en å i Sangisälvens avrinningsområde i Kalix kommun i Norrbotten. Åns längd är cirka 40 km i det ca 400 km² stora avrinningsområdet. Korpikån rinner upp cirka 15 km öster om Morjärv, i den långsträckta Västra Kallbergsmyran nära gränsen till Överkalix kommun. Den passerar landsvägen Morjärv-Lappträsk vid Klinten och rinner sedan ganska parallellt med landsvägen mot Björkfors. Vid byn Korpikå bildar ån några smärre sjöar. Omkring 13 km senare mottar Korpikån från vänster sitt största biflöde, Moån, och efter ytterligare en knapp mil faller Korpikån ut i Sangisälven vid Björkfors. Korpikån är Sangisälvens största biflöde.